# 莱斯特伯爵夫人埃莉诺
莱斯特伯爵夫人埃莉诺（英語：Eleanor of England, Countess of Leicester），是父亲是英格兰国王约翰和母亲昂古萊姆的伊莎貝爾的幺女，丈夫是第六代莱斯特伯爵西蒙·德孟福尔。